# Liste des maires de Pontoise
La liste des maires de Pontoise présente la liste des maires de la commune française de Pontoise, située dans le département du Val-d'Oise en région Île-de-France.

## L'Hôtel de ville

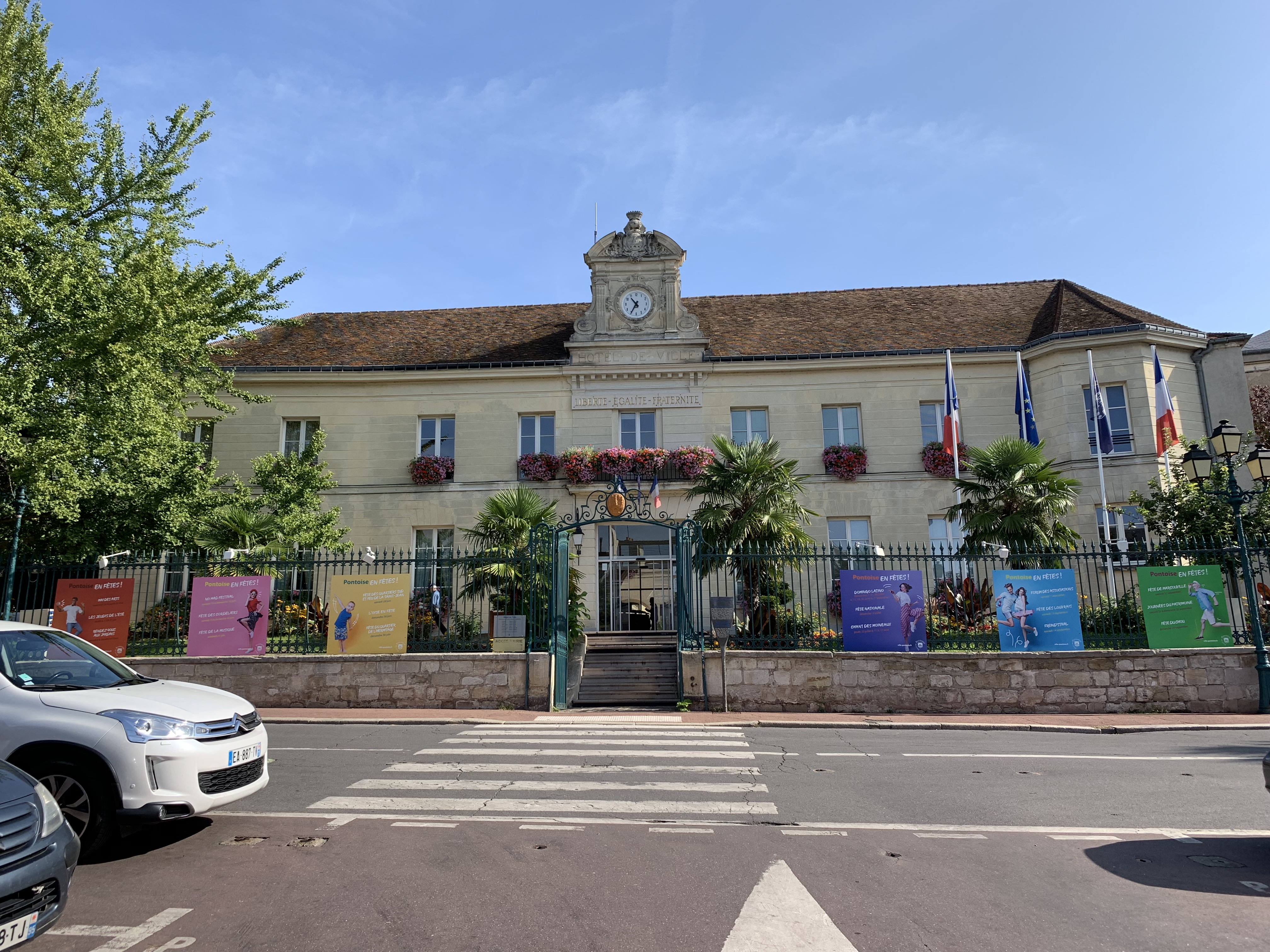
L'hôtel de ville actuel.
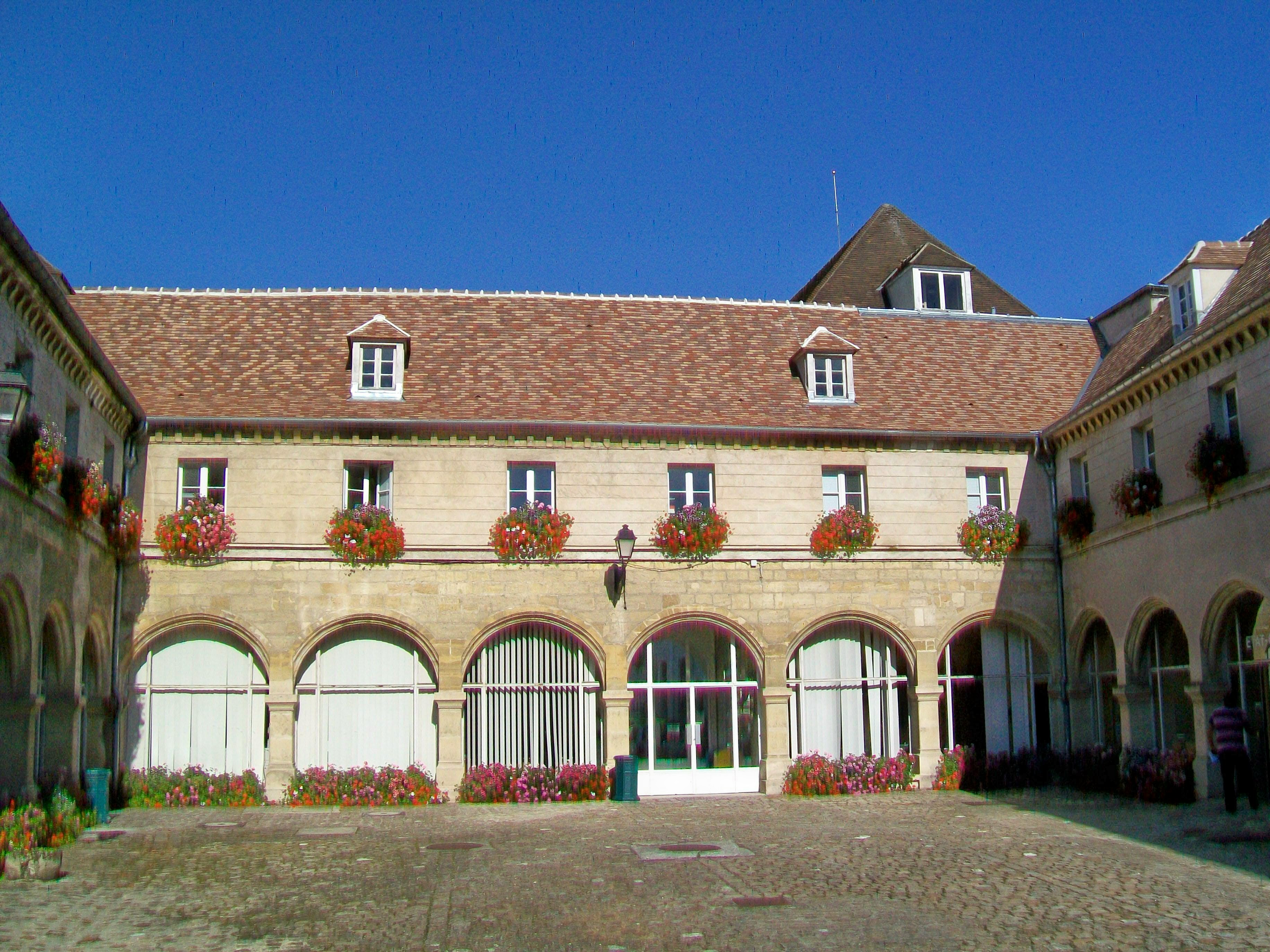
La cour intérieure de l'hôtel de ville.
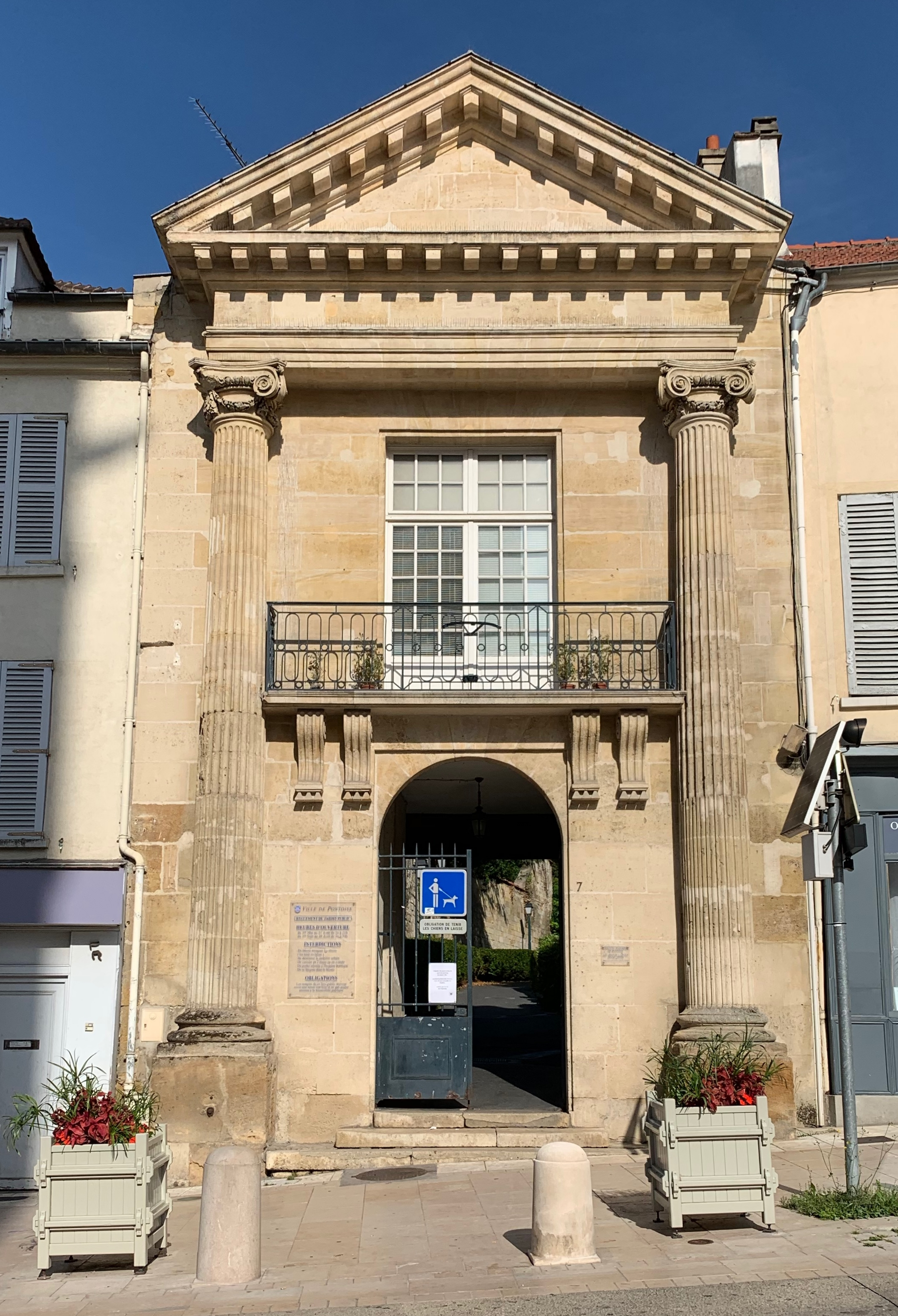
L'ancien hôtel de ville.

## Liste des maires

### Sous l'Ancien Régime
| Période                                  | Période         | Identité             | Étiquette | Qualité             |
| ---------------------------------------- | --------------- | -------------------- | --------- | ------------------- |
| Les données manquantes sont à compléter. |                 |                      |           |                     |
| 1201                                     |                 | Adam de la Roel      |           |                     |
|                                          |                 | M. Cosard            |           |                     |
| 12 novembre 1780                         | 21 février 1790 | Jacques de Monthiers |           | Dernier maire royal |

### Entre 1790 et 1944
| Période           | Période           | Identité                                        | Étiquette   | Qualité                                                                                            |
| ----------------- | ----------------- | ----------------------------------------------- | ----------- | -------------------------------------------------------------------------------------------------- |
| 21 février 1790   | 23 novembre 1791  | François-Mellon Sauvat                          |             | Avocat                                                                                             |
| 23 novembre 1791  | 18 décembre 1792  | Jacques-Pierre Frère (1729-1805)                | Jacobin     | |
| 18 décembre 1792  | 24 octobre 1793   | Pierre-Henri Charles                            |             | Juge suppléant, ancien receveur                                                                    |
| 24 octobre 1793   | 30 avril 1794     | Louis-Augustin Lacroix                          |             | Professeur de collège, ancien vicaire Révoqué                                                      |
| 30 avril 1794     | 3 mars 1795       | Pierre-Simon Piquerel (1761-1835)               |             | Notaire                                                                                            |
| 3 mars 1795       | 24 novembre 1795  | Jean-Baptiste Depoin (1738-1797)                |             | Procureur du Roi                                                                                   |
| 24 novembre 1795  | 27 avril 1797     | Jacques-Pierre Frère (1729-1805)                | Jacobin     | |
| 27 avril 1797     | 26 avril 1798     | Jean-Louis-Antoine Delacour (1769-1837)         |             | Notaire                                                                                            |
| 26 avril 1798     | 17 mai 1798       | Claude-Louis-Nicolas Vanier (1740-1814)         | Jacobin     | Ancien sous-préfet Chevalier de la Légion d'honneur Révoqué                                        |
| 17 mai 1798       | 9 juillet 1800    | Michel Lelarge (1751-1831)                      |             | Médecin                                                                                            |
| 9 juillet 1800    | 14 mars 1805      | André-François-Jean-Baptiste Leseure            |             | Écuyer Décédé en fonction                                                                          |
| 2 septembre 1805  | 26 mai 1813       | Gabriel-Louis Leseure                           |             | |
| 26 mai 1813       | 24 avril 1815     | Athanase Roger d'Arquinvilliers (1760-1831)     |             | Maître des comptes                                                                                 |
| 24 avril 1815     | 30 septembre 1815 | Pierre-Simon Piquerel (1761-1835)               |             | Notaire Adjoint au maire (1805 → 1813)                                                             |
| 30 septembre 1815 | 21 février 1820   | Athanase Roger d'Arquinvilliers (1760-1831)     |             | Maître des comptes                                                                                 |
| 21 février 1820   | 8 novembre 1829   | Jean-Louis Truffaut                             |             | Négociant                                                                                          |
| 8 novembre 1829   | 26 septembre 1830 | Dieudonné Dejean (1788-1848)                    |             | Propriétaire, ancien capitaine d'état-major                                                        |
| 26 septembre 1830 | 24 octobre 1831   | Paul-Nicolas Deleval                            |             | Receveur Conseiller général de Pontoise (1826 → 1830)                                              |
| 24 octobre 1831   | 5 janvier 1835    | Jacques-Marie Mondain (1770-1839)               |             | Notaire                                                                                            |
| 5 janvier 1835    | 10 août 1837      | Louis Guérin                                    |             | |
| 10 août 1837      | 30 août 1843      | Claude-Gilles Lebas (1776-1845)                 |             | Ancien administrateur de l'hospice Adjoint au maire (1830 → 1837) Chevalier de la Légion d'honneur |
| 30 août 1843      | 17 août 1846      | François-Alexandre Touchard (1801-1875)         |             | Notaire, propriétaire Adjoint au maire (1828 → 1843) Conseiller général de Pontoise (1836 → 1842)  |
| 17 août 1846      | 26 avril 1848     | Jean-Baptiste-Charles Tavernier (1790-1860)     |             | Avoué, propriétaire Adjoint au maire (1843 → 1846) Démissionnaire                                  |
| 26 avril 1848     | 3 décembre 1851   | Louis-François-Nicolas Delaissement (1798-1881) |             | Propriétaire Adjoint au maire (1843 → 1848)                                                        |
| 3 décembre 1851   | 31 mars 1855      | Jean-Baptiste-Charles Tavernier (1790-1860)     |             | Avoué, propriétaire                                                                                |
| 31 mars 1855      | 30 avril 1858     | Raymond-Louis Nacquart (1817-1895)              |             | Propriétaire Adjoint au maire (1849 → 1855) Chevalier de la Légion d’honneur Démissionnaire        |
| 1er mars 1860     | 7 septembre 1865  | Auguste Lointier (1809-1866)                    |             | Avoué Conseiller d'arrondissement (1861 → 1866)                                                    |
| 7 septembre 1865  | 22 mars 1871      | Pierre-Ernest Seré-Depoin (1824-1901)           |             | Banquier Conseiller d'arrondissement (1867 → 1880) Chevalier de la Légion d'honneur                |
| 22 mars 1871      | 10 juin 1871      | Auguste-Pierre-Jules Germain (1821-1888)        | Républicain | Notaire                                                                                            |
| 10 juin 1871      | 31 décembre 1874  | Louis Constant Donard (1827-1881)               |             | Avoué Adjoint au maire (1865 → 1871)                                                               |
| 31 décembre 1874  | 22 mars 1881      | Auguste-Pierre-Jules Germain (1821-1888)        | Républicain | Notaire Chevalier de la Légion d'honneur (1879)                                                    |
| 22 mars 1881      | 18 mai 1884       | Marin-Prosper Richomme (1812-1901)              |             | Conseiller d'arrondissement (1880 → 1898)                                                          |
| 18 mai 1884       | 19 décembre 1889  | Charles-Arthur Billoin (1835-1889)              | Républicain | Propriétaire Conseiller général de Pontoise (1889) Décédé en fonction                              |
| 8 février 1890    | 15 mai 1892       | Marin-Prosper Richomme (1812-1901)              |             | Conseiller d'arrondissement (1880 → 1898) Chevalier de la légion d'honneur                         |
| 15 mai 1892       | 15 mai 1904       | Pierre Lavoye (1823-1904)                       |             | Clerc de notaire, propriétaire Adjoint au maire (1888 → 1892)                                      |
| 15 mai 1904       | 6 juillet 1918    | Ernest Mallet                                   |             | Notaire Adjoint au maire (1901 → 1904) Démissionnaire                                              |
| 21 juillet 1918   | 10 décembre 1919  | Paul Guillard (1844-1920)                       |             | Propriétaire Adjoint au maire (1904 → 1918)                                                        |
| 10 décembre 1919  | 1er mai 1924      | Jules-Auguste Bisson (1858-1927)                | Soc.        | Avocat Démissionnaire                                                                              |
| 1er mai 1924      | 17 mai 1925       | Félicien Balley (1867-1942)                     |             | Architecte Adjoint au maire (1919 → 1924)                                                          |
| 17 mai 1925       | 17 mai 1929       | Georges Georget (1875-1940)                     |             | Médecin                                                                                            |
| 17 mai 1929       | 17 mai 1935       | Pierre-Maurice Decuty (1881-1967)               | Rad.        | Avoué Adjoint au maire (1919 → 1925)                                                               |
| 17 mai 1935       | 30 août 1944      | Louis Mulot (1884-1964)                         |             | Entrepreneur de plomberie Adjoint au maire (1929 → 1935)                                           |

### Depuis 1944
| Période          | Période                       | Identité                | Étiquette            | Qualité |
| ---------------- | ----------------------------- | ----------------------- | -------------------- | --- |
| 30 août 1944     | 27 novembre 1944              | Charles Bouticourt      |                      | Ouvrier peintre puis entrepreneur Président du Comité local de Libération |
| 27 novembre 1944 | 18 mai 1945                   | Pierre-Maurice Decuty   | Rad.                 | |
| 18 mai 1945      | 24 octobre 1947               | Charles Bouticourt      | Union des gauches    | Ouvrier peintre puis entrepreneur, ancien résistant |
| 24 octobre 1947  | 7 mai 1953                    | Pierre-Maurice Decuty   | Rad.                 | |
| 7 mai 1953       | 27 mars 1977                  | Adolphe Chauvin         | MRP puis CD puis CDS | Professeur d'anglais Sénateur de Seine-et-Oise puis du Val-d'Oise (1959 → 1986) Conseiller général de Pontoise (1945 → 1976) Président du conseil général de Seine-et-Oise (1964 → 1967) Président du conseil général du Val-d'Oise (1967 → 1976) |
| 27 mars 1977     | 17 mars 1989                  | Jean-Philippe Lachenaud | UDF-PR               | Conseiller maître à la Cour des Comptes Député du Val-d'Oise (1986 → 1992) Conseiller général de Pontoise (1982 → 1988 et 1989 → 1994) Président du conseil général du Val-d'Oise (1989 → 1997)                                                   |
| 17 mars 1989     | 23 juin 1995                  | Philippe Hémet          | UDF-CDS              | Assureur Conseiller général de Pontoise (1988 → 1989 et 1994 → 2000) |
| 23 juin 1995     | 19 mars 2001                  | Jean-Michel Rollot      | PS                   | Ancien directeur de cabinet Réélu à la suite d'une élection municipale partielle, |
| 19 mars 2001     | 5 juillet 2020                | Philippe Houillon,      | DL puis UMP → LR     | Avocat Député du Val-d'Oise (1re circ.) (1993 → 2017) Conseiller général de Pontoise (2000 → 2001) |
| 5 juillet 2020   | En cours (au 10 juillet 2020) | Stéphanie Von Euw       | LR-SL                | Cheffe d'entreprise Conseillère régionale d'Île-de-France (2004 → ) Vice-présidente au conseil régional d'Ile-de-France (2015 → ) Vice-présidente de la CA Roissy de Cergy-Pontoise (2020 → )                                                     |

## Conseil municipal actuel
Les 39 sièges composant le conseil municipal de Pontoise ont été pourvus le 28 juin 2020 à l'issue du second tour. Actuellement, il est réparti comme suit : 

## Résultats des élections municipales

### Élection municipale de 2020
| Tête de liste                    | Tête de liste            | Liste                    | Premier tour | Premier tour | Second tour | Second tour | Sièges | Sièges |
| Tête de liste                    | Tête de liste            | Liste                    | Voix         | %            | Voix        | %           | CM     | CA     |
| -------------------------------- | ------------------------ | ------------------------ | ------------ | ------------ | ----------- | ----------- | ------ | ------ |
|                                  | Stéphanie Von Euw        | DVD                      | 2 080        | 38,05        | 2 433       | 50,15       | 30     | 8      |
| Union pour Pontoise              |                          |                          | 2 080        | 38,05        | 2 433       | 50,15       | 30     | 8      |
|                                  | Gérard Seimbille         | LR                       | 1 242        | 22,72        | 1 315       | 27,10       | 5      | 1      |
| Vivre à Pontoise 2020            |                          |                          | 1 242        | 22,72        | 1 315       | 27,10       | 5      | 1      |
|                                  | Pascal Bourdou           | MR                       | 625          | 11,43        | 1 315       | 27,10       | 5      | 1      |
| Nous Pontoisiens                 |                          |                          | 625          | 11,43        | 1 315       | 27,10       | 5      | 1      |
|                                  | Sandra Nguyen Dérosier   | PS-EELV-G.s-PP-GRS       | 983          | 17,98        | 1 103       | 22,73       | 4      | 1      |
| Pontoise écologique et solidaire |                          |                          | 983          | 17,98        | 1 103       | 22,73       | 4      | 1      |
|                                  | Solveig Hurard           | EXG-PCF-LFI-ENS-NPA      | 536          | 9,80         |             |             |        |        |
| Pontoise à gauche vraiment       |                          |                          | 536          | 9,80         |             |             |        |        |
|                                  |                          |                          |              |              |             |             |        |        |
| Votes valides                    | Votes valides            | Votes valides            | 5 466        | 97,43        | 4 851       | 97,41       |        |        |
| Votes blancs                     | Votes blancs             | Votes blancs             | 74           | 1,32         | 82          | 1,65        |        |        |
| Votes nuls                       | Votes nuls               | Votes nuls               | 70           | 1,25         | 47          | 0,94        |        |        |
| Total                            | Total                    | Total                    | 5 610        | 100,00       | 4 980       | 100,00      | 39     | 10     |
| Abstentions                      | Abstentions              | Abstentions              | 11 063       | 66,35        | 11 745      | 70,22       |        |        |
| Inscrits / participation         | Inscrits / participation | Inscrits / participation | 16 673       | 33,65        | 16 725      | 29,78       |        |        |

### Élection municipale de 2014
|                                        | Philippe Houillon * | UMP                  | 4 153  | 51,67  | 27 | 7 |  |  |
| Une volonté et des ambitions partagées |                     |                      | 4 153  | 51,67  | 27 | 7 |  |  |
|                                        | Corinne Brami       | PS-EELV-PRG-MUP (UG) | 1 690  | 21,03  | 4  | 1 |  |  |
| Pontoise pour tous                     |                     |                      | 1 690  | 21,03  | 4  | 1 |  |  |
|                                        | Pascal Bourdou      | DVD                  | 1 534  | 19,08  | 3  | 1 |  |  |
| Un nouveau souffle pour Pontoise       |                     |                      | 1 534  | 19,08  | 3  | 1 |  |  |
|                                        | Solveig Hurard      | EXG-FG-NPA           | 659    | 8,20   | 1  | 0 |  |  |
| Pontoise à gauche vraiment             |                     |                      | 659    | 8,20   | 1  | 0 |  |  |
|                                        |                     |                      |        |        |    |   |  |  |
| Inscrits                               | Inscrits            | Inscrits             | 17 228 | 100,00 |    |   |  |  |
| Abstentions                            | Abstentions         | Abstentions          | 8 908  | 51,71  |    |   |  |  |
| Votants                                | Votants             | Votants              | 8 320  | 48,29  |    |   |  |  |
| Blancs et nuls                         | Blancs et nuls      | Blancs et nuls       | 284    | 3,41   |    |   |  |  |
| Exprimés                               | Exprimés            | Exprimés             | 8 036  | 96,59  |    |   |  |  |
| * Liste du maire sortant               |                     |                      |        |        |    |   |  |  |

### Élection municipale de 2008
|                                                                          | Philippe Houillon * | UMP                   | 4 400  | 52,18  | 27 |  |  |  |
| Pontoise 2008, une volonté partagée                                      |                     |                       | 4 400  | 52,18  | 27 |  |  |  |
|                                                                          | Didier Peyrat       | PS-Verts-PCF-PRG (UG) | 2 452  | 29,08  | 5  |  |  |  |
| Pontoise ensemble                                                        |                     |                       | 2 452  | 29,08  | 5  |  |  |  |
|                                                                          | Benoît Dumontet     | MoDem                 | 916    | 10,86  | 2  |  |  |  |
| Pontoise 2008-2014, une identité, une ambition, une cohésion sociale     |                     |                       | 916    | 10,86  | 2  |  |  |  |
|                                                                          | Delphine Lagrené    | EXG (PAGV)            | 543    | 6,44   | 1  |  |  |  |
| Pontoise à gauche vraiment                                               |                     |                       | 543    | 6,44   | 1  |  |  |  |
|                                                                          | Eliane Barouti      | PT                    | 121    | 1,44   | 0  |  |  |  |
| Pour Pontoise avec vous : reconquérir les services publics et la laïcité |                     |                       | 121    | 1,44   | 0  |  |  |  |
|                                                                          |                     |                       |        |        |    |  |  |  |
| Inscrits                                                                 | Inscrits            | Inscrits              | 16 175 | 100,00 |    |  |  |  |
| Abstentions                                                              | Abstentions         | Abstentions           | 7 527  | 46,53  |    |  |  |  |
| Votants                                                                  | Votants             | Votants               | 8 648  | 53,47  |    |  |  |  |
| Blancs ou nuls                                                           | Blancs ou nuls      | Blancs ou nuls        | 216    | 2,50   |    |  |  |  |
| Exprimés                                                                 | Exprimés            | Exprimés              | 8 432  | 97,50  |    |  |  |  |
| * Liste du maire sortant                                                 |                     |                       |        |        |    |  |  |  |

### Élection municipale de 2001
| Tête de liste            | Tête de liste        | Liste               | Premier tour | Premier tour | Second tour | Second tour | Sièges | Sièges |
| Tête de liste            | Tête de liste        | Liste               | Voix         | %            | Voix        | %           | CM     |        |
| ------------------------ | -------------------- | ------------------- | ------------ | ------------ | ----------- | ----------- | ------ | ------ |
|                          | Philippe Houillon    | DL-UDF-RPR (Un. d.) | 3 669        | 46,23        | 4 486       | 53,73       | 27     |        |
|                          | Jean-Michel Rollot * | PS-PCF (G. pl.)     | 3 197        | 40,28        | 3 863       | 46,27       | 8      |        |
|                          | Valérie Battaglia    | Verts               | 908          | 11,44        | 3 863       | 46,27       | 8      |        |
|                          | Eliane Barouti       | PT                  | 163          | 2,05         |             |             |        |        |
|                          |                      |                     |              |              |             |             |        |        |
| Inscrits                 | Inscrits             | Inscrits            | 14 657       | 100,00       | 14 657      | 100,00      |        |        |
| Abstentions              | Abstentions          | Abstentions         | 6 454        | 44,03        | 6 022       | 41,09       |        |        |
| Votants                  | Votants              | Votants             | 8 203        | 55,97        | 8 635       | 58,91       |        |        |
| Blancs ou nuls           | Blancs ou nuls       | Blancs ou nuls      | 266          | 3,24         | 286         | 3,31        |        |        |
| Exprimés                 | Exprimés             | Exprimés            | 7 937        | 96,76        | 8 349       | 96,69       |        |        |
| * Liste du maire sortant |                      |                     |              |              |             |             |        |        |

### Élection municipale partielle de 1997
| Tête de liste            | Tête de liste          | Liste                     | Premier tour | Premier tour | Second tour | Second tour | Sièges |
| Tête de liste            | Tête de liste          | Liste                     | Voix         | %            | Voix        | %           | CM     |
| ------------------------ | ---------------------- | ------------------------- | ------------ | ------------ | ----------- | ----------- | ------ |
|                          | Jean-Michel Rollot     | PS-PCF-Verts-MDC (Un. g.) | 2 818        | 41,48        | 3 363       | 45,45       | 26     |
|                          | Philippe Houillon      | UDF-RPR-DVD (Un. d.)      | 2 507        | 36,90        | 3 282       | 44,36       | 8      |
|                          | Marie-Thérèse Philippe | FN                        | 1 006        | 14,80        | 753         | 10,17       | 1      |
|                          | Jean-Pierre Dubreuil   | DVG                       | 335          | 4,93         |             |             |        |
|                          | Eliane Barouti         | PT                        | 127          | 1,87         |             |             |        |
|                          |                        |                           |              |              |             |             |        |
| Inscrits                 | Inscrits               | Inscrits                  | 15 220       | 100,00       | 15 220      | 100,00      |        |
| Abstentions              | Abstentions            | Abstentions               | 8 319        | 54,66        | 7 661       | 50,34       |        |
| Votants                  | Votants                | Votants                   | 6 901        | 45,34        | 7 559       | 49,66       |        |
| Blancs ou nuls           | Blancs ou nuls         | Blancs ou nuls            | 108          | 1,56         | 161         | 2,13        |        |
| Exprimés                 | Exprimés               | Exprimés                  | 6 793        | 98,44        | 7 398       | 97,87       |        |
| * Liste du maire sortant |                        |                           |              |              |             |             |        |

### Élection municipale de 1995
| Tête de liste            | Tête de liste          | Liste            | Premier tour | Premier tour | Second tour | Second tour | Sièges |
| Tête de liste            | Tête de liste          | Liste            | Voix         | %            | Voix        | %           | CM     |
| ------------------------ | ---------------------- | ---------------- | ------------ | ------------ | ----------- | ----------- | ------ |
|                          | Philippe Hémet *       | UDF-RPR (Un. d.) | 2 916        | 36,79        | 3 483       | 40,71       | 7      |
|                          | Jean-Michel Rollot     | PS               | 2 207        | 27,84        | 3 800       | 44,41       | 26     |
|                          | Marie-Thérèse Philippe | FN               | 1 422        | 17,94        | 1 272       | 14,86       | 2      |
|                          | Patrice Leban          | PS-PCF (Un. g.)  | 1 123        | 14,16        |             |             |        |
|                          | Eliane Barouti         | PT               | 258          | 3,25         |             |             |        |
|                          |                        |                  |              |              |             |             |        |
| Inscrits                 | Inscrits               | Inscrits         | 15 425       | 100,00       | 15 425      | 100,00      |        |
| Abstentions              | Abstentions            | Abstentions      | 7 240        | 46,94        | 6 655       | 43,14       |        |
| Votants                  | Votants                | Votants          | 8 185        | 53,06        | 8 770       | 56,86       |        |
| Blancs ou nuls           | Blancs ou nuls         | Blancs ou nuls   | 259          | 3,16         | 215         | 2,45        |        |
| Exprimés                 | Exprimés               | Exprimés         | 7 926        | 96,84        | 8 555       | 97,55       |        |
| * Liste du maire sortant |                        |                  |              |              |             |             |        |

### Élection municipale de 1989
|             | Philippe Hémet | UDF-RPR (Un. d.) | 4 602  | 58,23  | 28 |  |  |
|             | Nicole Le Loch | PS-PCF (Un. g.)  | 3 301  | 41,76  | 7  |  |  |
|             |                |                  |        |        |    |  |  |
| Inscrits    | Inscrits       | Inscrits         | 15 003 | 100,00 |    |  |  |
| Abstentions | Abstentions    | Abstentions      | 6 731  | 44,86  |    |  |  |
| Votants     | Votants        | Votants          | 8 272  | 55,14  |    |  |  |
| Nuls        | Nuls           | Nuls             | 369    | 2,46   |    |  |  |
| Exprimés    | Exprimés       | Exprimés         | 7 903  | 52,68  |    |  |  |

### Élection municipale de 1983
|                          | Jean-Philippe Lachenaud * | UDF-RPR (Un. opp.)  | 6 455  | 63,26  | 29 |  |  |  |
|                          | M. Desoeuvre              | PS-PCF-MRG (Un. g.) | 3 375  | 33,07  | 6  |  |  |  |
|                          | François Rippe            | VT (LCR-LO)         | 373    | 3,65   | 0  |  |  |  |
|                          |                           |                     |        |        |    |  |  |  |
| Inscrits                 | Inscrits                  | Inscrits            | 15 812 | 100,00 |    |  |  |  |
| Abstentions              | Abstentions               | Abstentions         | 5 390  | 34,09  |    |  |  |  |
| Votants                  | Votants                   | Votants             | 10 422 | 65,91  |    |  |  |  |
| Nuls                     | Nuls                      | Nuls                | 219    | 1,39   |    |  |  |  |
| Exprimés                 | Exprimés                  | Exprimés            | 10 203 | 64,53  |    |  |  |  |
| * Liste du maire sortant |                           |                     |        |        |    |  |  |  |